# Reserva de pesca da foz do Guadalquivir

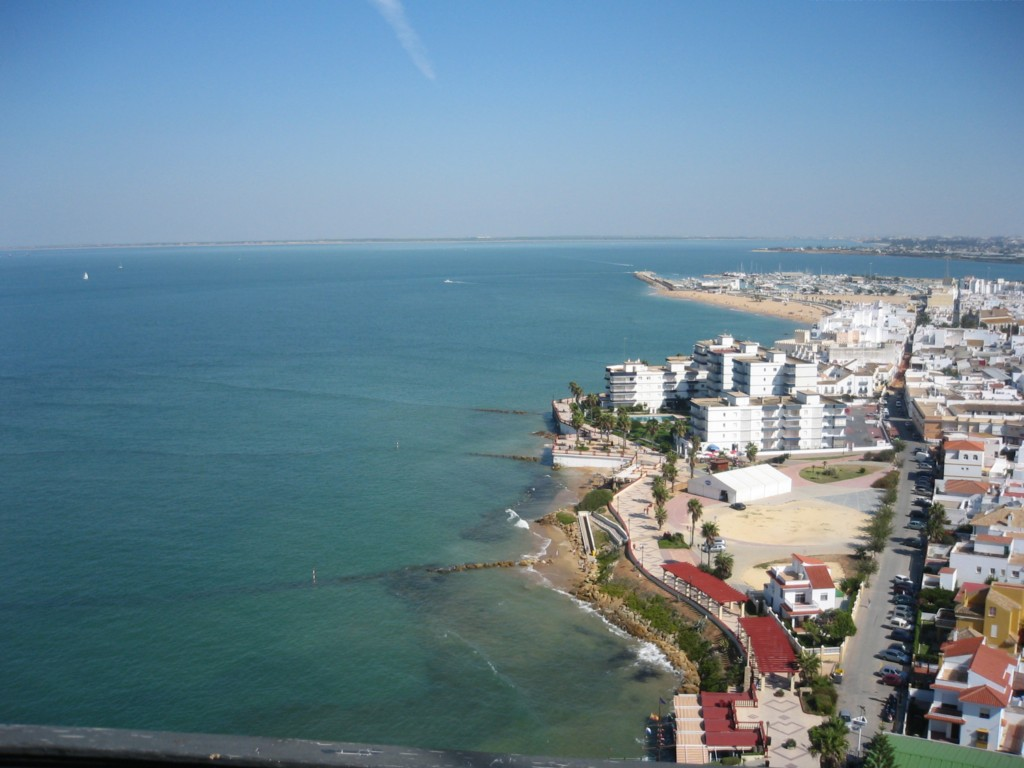
Vista do estuário do Guadalquivir desde o farol de Chipiona

A reserva de pesca da foz do rio Guadalquivir é uma reserva de pesca espanhola situada no estuário do rio Guadalquivir, em Andaluzia. Abrange a superfície do rio entre as linhas imaginárias que unem, por um lado, Bajo de Guía e Punta de Malandar e, por outro, o farol de Chipiona e a Torre Zalabar, uma área de cultivo de peixes juvenis e de crustáceos decápodes, os quais constituem o objetivo das principais pescarias do Golfo de Cádis. Foi declarada pelo Ministério da Agricultura e Pesca da Junta da Andaluzia por ordem de 16 de junho de 2004. Está sujeita a uma série de restrições e proibições com relação à pesca e ao marisqueio tanto comerciais quanto de lazer. Nela está autorizada a pesca de camarão, corvina, solha, sépias, pargo e robalo. Não é permitido o marisqueio de moluscos bivalves, exceto para os que capturam os mariscos manualmente na zona entremarés.